# Seven Sudamericano Femenino M18 2019
El Seven Sudamericano Femenino Juvenil M18 del 2019 fue la segunda edición del torneo de rugby 7 de Sudamérica Rugby.
Se disputó en la instalaciones del Old Grangonian Club, Chicureo, Santiago de Chile. 

## Participantes
- Argentina
- Brasil
- Chile
- Paraguay

## Resultados

### Posiciones
| Pos. | Equipo    | Encuentros | Encuentros | Encuentros | Encuentros | Tantos  | Tantos    | Tantos     | Puntos |
| Pos. | Equipo    | jugados    | ganados    | empatados  | perdidos   | a favor | en contra | diferencia | Puntos |
| ---- | --------- | ---------- | ---------- | ---------- | ---------- | ------- | --------- | ---------- | ------ |
| 1    | Brasil    | 3          | 3          | 0          | 0          | 75      | 17        | +58        | 6      |
| 2    | Argentina | 3          | 2          | 0          | 1          | 56      | 29        | +27        | 4      |
| 3    | Paraguay  | 3          | 1          | 0          | 2          | 41      | 67        | -26        | 2      |
| 4    | Chile     | 3          | 0          | 0          | 3          | 27      | 86        | -59        | 0      |

Nota: Se otorgan 2 puntos al equipo que gane un partido, 1 al que empate y 0 al que pierda

### Fase de grupos
| 29 de junio, 15:30 | Brasil | 32 - 10 | Chile | Old Grangonian Club, Chicureo |  |

| 29 de junio, 15:52 | Argentina | 36 - 0 | Paraguay | Old Grangonian Club, Chicureo |  |

| 29 de junio, 17:30 | Brasil | 17 - 0 | Argentina | Old Grangonian Club, Chicureo |  |

| 29 de junio, 17:52 | Chile | 5 - 34 | Paraguay | Old Grangonian Club, Chicureo |  |

| 30 de junio, 13:50 | Brasil | 26 - 7 | Paraguay | Old Grangonian Club, Chicureo |  |

| 30 de junio, 14:12 | Chile | 12 - 20 | Argentina | Old Grangonian Club, Chicureo |  |

### Tercer Puesto
| 30 de junio, 15:48 | Chile | 15 - 24 | Paraguay | Old Grangonian Club, Chicureo |  |

### Final
| 30 de junio, 18:00 | Brasil | 24 - 15 | Argentina | Old Grangonian Club, Chicureo |  |

| Bandera de Brasil |
| Campeón Brasil    |
| Primer título     |

## Posiciones finales
| Posición | Selección |
| -------- | --------- |
| 1        | Brasil    |
| 2        | Argentina |
| 3        | Paraguay  |
| 4        | Chile     |